# Венера Кампо Иемини
Венера Кампо Иемини — мраморная скульптура Венеры типа Афродиты Книдской/Венеры Капитолийской.

## История и описание

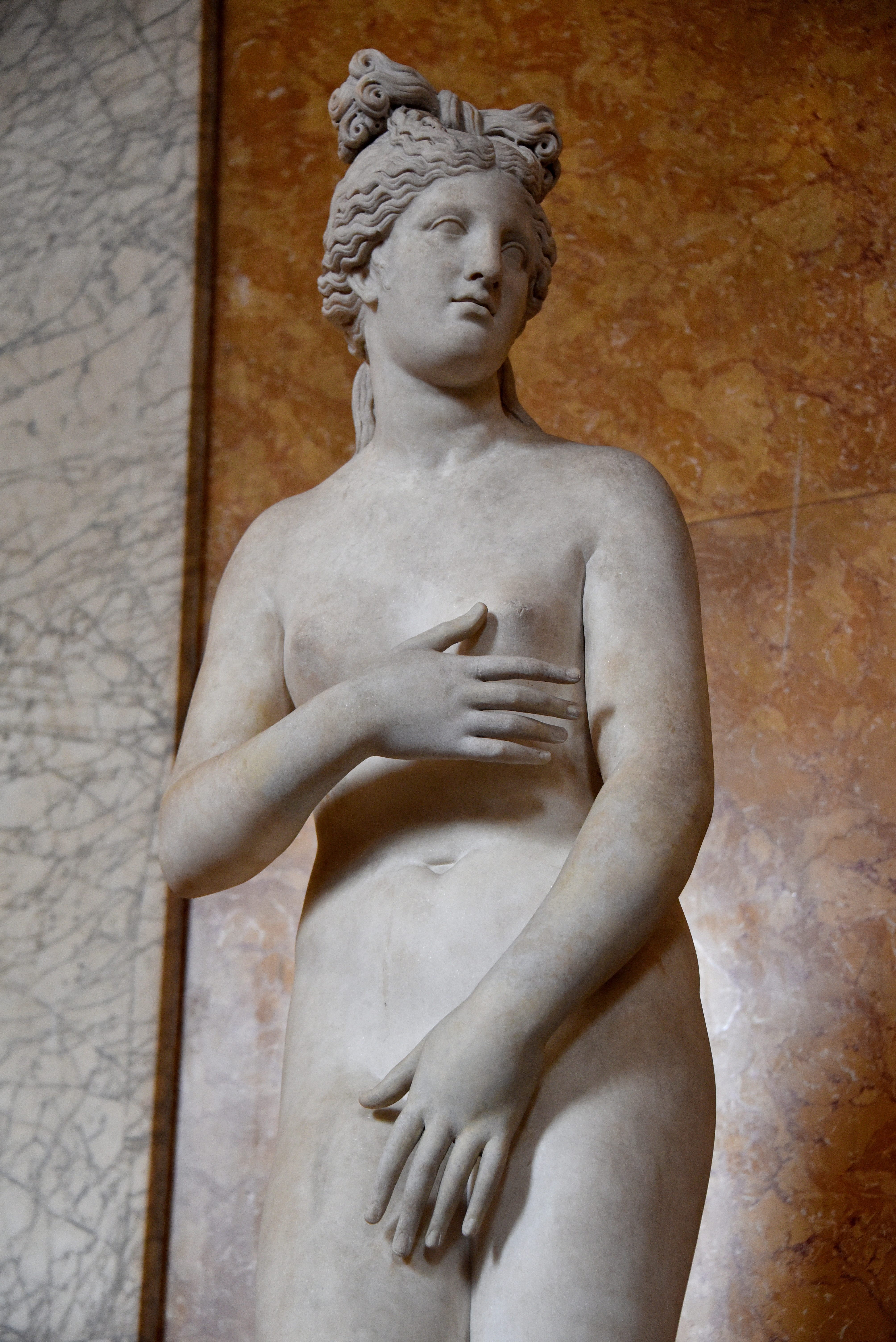
Венера Кампо Иемини

Была обнаружена весной 1794 года среди других скульптур при раскопках на римской вилле в местечке Кампо Иемини коммуны Помеция в регионе Лацио. В числе других находок были — статуя Юноны, туловище маленького Аполлона, а также Купидона и Меркурия. Впоследствии итальянский археолог Антонио Нибби, основываясь на работах Плиния Старшего и Страбон, выдвинул гипотезу о том, что в этом районе были построено селение и латинский храм Афродизиум (Aphrodisium).
Раскопки проводились английским археологом и торговцем римскими древностями Робертом Фаганом в сотрудничестве с сэром Робертом Корбетом (Robert Corbet) из Британского музея под патронажем Августа Фредерика, герцога Сассекского. Англичане утверждали, что найденная скульптура превосходит Венеру Капитолийскую. Хорошо сохранилась голова статуи. После реставрации в Риме её отправили в Лондон, где герцог Сассекский передал находку своему брату — принцу-регенту Георгу IV, который установил скульптуру в Карлтон-хаусе.
После смерти Георга IV, когда в 1826 году Карлтон-хаус был снесён, и король Вильгельм IV подарил скульптуру Венеры Британскому музею, где она находится в настоящее время.
Скульптура работы неизвестного автора датируется 100—150 годами н. э. Её высота составляет 2,24 метра.